# San José de Flores
San José de Flores är en ort i Mexiko.   Den ligger i kommunen Doctor Arroyo och delstaten Nuevo León, i den centrala delen av landet, 500 km norr om huvudstaden Mexico City. San José de Flores ligger 1 566 meter över havet och antalet invånare är 121.
Terrängen runt San José de Flores är kuperad åt nordost, men åt sydväst är den platt. Runt San José de Flores är det mycket glesbefolkat, med 5 invånare per kvadratkilometer. Närmaste större samhälle är Doctor Arroyo, 14,2 km norr om San José de Flores. Trakten runt San José de Flores består i huvudsak av gräsmarker.